# 沃尚 (杜省)
沃尚（法語：Vauchamps，法語發音：[voʃɑ̃]）是法国杜省的一个旧市镇，属于贝桑松区。2018年，沃尚与市镇布克朗合并为新的布克朗。

## 地理
沃尚（47°16'21"N, 6°14'25"E）面积2.94 平方千米，位于法国勃艮第-弗朗什-孔泰大區杜省，该省份为法国东部内陆省份，北起上索恩省，西接汝拉省，东部及东南部与瑞士接壤，东北部与贝尔福地区省接壤。
与沃尚接壤的市镇（或旧市镇、城区）包括：布克朗、尚利沃、格拉蒙当、奥斯。

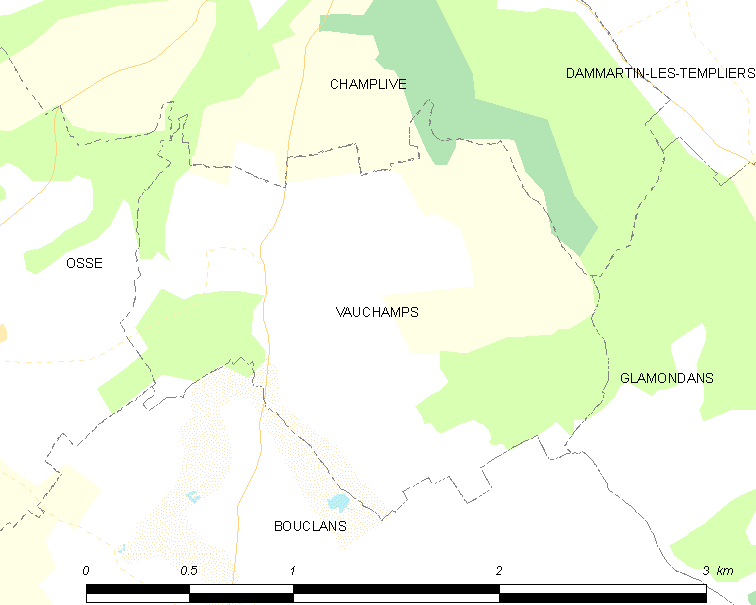
的OSM定位图

沃尚的时区为UTC+01:00、UTC+02:00（夏令时）。

## 行政
沃尚的邮政编码为25360，INSEE市镇编码为25587。

## 政治
沃尚所属的省级选区为博姆莱达姆县。

## 人口

1962-2008年间人口变化图示

沃尚于2018年1月1日时的人口数量为122人。